# Farní sbor Českobratrské církve evangelické v Chrudimi
Farní sbor Českobratrské církve evangelické v Chrudimi je sborem Českobratrské církve evangelické v Chrudimi. Sbor spadá pod Chrudimský seniorát.

## Představitelé sboru
Farářkou sboru je Magdalena Horáková a Eliška Vančová, kurátorkou sboru Eva Skálová.

## Aktivity sboru
V kazatelské stanici v Heřmanově Městci se bohoslužby konají v 8:45, V samotné Chrudimi pak v 10:15. 

## Faráři sboru
- Josef Nešpor (1895–1930)
- Bohumil Smetánka (1930–1942)
- Jiří Carda (1940–1945) (jako úředník)
- Jan Kantorek (1943–1971)
- Jaroslav Gregor (1973–1997)
- Rut Kučerová (1999–2001)
- Petr Peňáz (2000–2006)
- Anna Lavická (2007–2023)
- Magdalena Horáková (2023-2028)
- Eliška Vančová (2024-2029)